# Rana holtzi
Rana holtzi, також відома як таврська жаба (тур. Toros kurbağası) — вид безхвостих земноводних хордових тварин родини Ranidae (жаб'ячі) ріду Rana (бура жаба), ендемічний для Туреччини, розмір якої варіюється від 6,0 до 7,5 см. Це єдиний існуючий вид жаб, який не квакає. Хоча вважалося, що він присутній лише в Караголі та Чиніліголі, дослідження, проведені у 2007 році, показали, що цей вид також мешкає в Егріголі на висоті близько 3000 м.
Морфологічну структуру цього виду можна спостерігати з жовтими, зеленими та чорними візерунками на спині, тоді як черевце може бути рожевим або жовтуватим. Основна їжа — комахи та інші членистоногі, що живуть на луках біля озера. У 1990-х роках вид потрапив під загрозу вимирання через несвідоме вселення дзеркальних коропових риб в озера, де вона розмножується.
У жовтні 2007 року Метін Сузгеч, голова департаменту навколишнього середовища та лісового господарства провінції Нігде, оголосив, що вони спостерігають значне збільшення кількості жаб-тельців.